# Molliens-au-Bois

Molliens-au-Bois este o comună în departamentul Somme, Franța. În 1 ianuarie 2022 avea o populație de 345 de locuitori.